# Кремиковци (район)
 Тази статия е за района на Столичната община.  За квартала на София вижте Кремиковци.  За металургичната компания вижте Кремиковци АД.
Кремиковци е един от 24-те административни района на Столична община. Намира се в североизточната част на общината и заема 213 кв. км или около 18,3% от територията ѝ. Включва кварталите Враждебна, Челопечене, Чепинско шосе, Ботунец, Кремиковци и Сеславци, селата Горни Богров, Долни Богров, Яна и Желява, както и град Бухово. Най-голямото населено място е кв. Ботунец, а най-малкото – село Желява.
Районът заема значително място в Столичния промишлен комплекс. Основните промишлени отрасли са минна и металургична промишленост (черни метали), призводство на строителни материали и др.
Обработваемата земя в района е почти 90 хил. дка, а горския фонд – гори, пасища и ливади, около 62 хил. дка. Застъпено е предимно отглеждането на зеленчуци, житни и фуражни култури. Към месец май 2001 г. в района са отглеждани 1140 крави, 3706 овце, 1608 кози, 1906 свине, 19 006 птици и 388 пчелни семейства.
На територията на район „Кремиковци“ има обявени за паметници на културата над 50 обекта. Дванадесет от тях са с национално значение, останалите – с регионално.

## Квартали
- Аерогарата (Карта) – малка част
- Батареята (Карта)
- Ботунец (квартал) (Карта)
- Ботунец 1 (Карта)
- Ботунец 2 (Карта)
- Враждебна (Карта) – основната част
- Кремиковци (квартал) (Карта)
- Кремиковци (жилищен комплекс) (Карта)
- Нова махала – Враждебна (Карта)
- Сеславци (Карта)
- Челопечене (Карта)
- Черно конче (Карта)
- Япаджа (Карта)

Районът включва още град Бухово, селата Горни Богров, Долни Богров, Желява и Яна, както и значителни части от землището на София, които не са включени в определен квартал.

## Население
Общото население на район „Кремиковци“ се брои по отделно за всеки квартал, град и село, влизащи в състава му. Селата и град Бухово имат свои собствени кметства, защото официално са отделни населени места. Кварталите в състава на района спадат към тези със специален статут, които имат допълнителна администрация.
- кв. Ботунец – 6808 жители
- кв. Враждебна – 4679 жители
- кв. Кремиковци – 3208 жители
- кв. Сеславци – 1066 жители
- кв. Челопечене – 1673 жители
- кв. Чепинско шосе – 130 жители
- гр. Бухово – 2644 жители
- с. Горни Богров – 1147 жители
- с. Долни Богров – 1213 жители
- с. Желява – 439 жители
- с. Яна – 1136 жители

### Етнически състав
Преброяване на населението през 2011 г.
Численост и дял на етническите групи според преброяването на населението през 2011 г.:
|                     | Численост | Дял (в %) |
| Общо                | 23 641    | 100.00    |
| Българи             | 19 425    | 82.16     |
| Турци               | 547       | 2.31      |
| Цигани              | 606       | 2.56      |
| Други               | 102       | 0.43      |
| Не се самоопределят | 102       | 0.43      |
| Неотговорили        | 2859      | 12.09     |